# Juan Oncina
Juan Oncina (Barcelona, 15 de abril de 1921 – Barcelona, 29 de diciembre de 2009) fue un tenor español, particularmente vinculado a Rossini y Mozart, pero también a papeles ligeros de Donizetti. Uno de los principales tenores líricos ligeros de la década de 1950.

## Trayectoria
Su padre, de origen alicantino, era barítono. Cuando Oncina tenía nueve años, la familia se trasladó a Orán (Argelia francesa). Allí se aficionó a la ópera. Inició sus estudios vocales en el Conservatorio de París, donde pasó tres años antes de trasladarse a Barcelona para estudiar con la soprano Mercedes Capsir. Debutó en el Teatro Municipal de Gerona, como des Grieux en Manon, en 1946 junto a su maestra Mercedes Capsir. También cantó ese año El barbero de Sevilla y La sonámbula en Bilbao.
Completó su formación en Milán, con Augusta Oltrabella y debutó en Italia, en la ciudad de Bolonia con El barbero de Sevilla. En 1949, actuó en París como Paolino en El matrimonio secreto, y en Florencia en L'osteria portoghese de Cherubini y en Armida de Jean-Baptiste Lully. El punto de inflexión en su carrera se produjo en 1952, cuando debutó en el Festival de Glyndebourne, donde actuó hasta 1961, especialmente en papeles de Rossini como Almaviva, Lindoro en La italiana en Argel, Ramiro en La Cenicienta y, sobre todo, como El conde Ory, posiblemente su mayor éxito. Además de Rossini, también destacó en ópera de Cimarosa y Paisiello. Otros papeles notables fueron: Don Ottavio en Don Giovanni, Nemorino en El elixir de amor, Ernesto en Don Pasquale, Fenton en Falstaff. En la década de 1960 comenzó, quizás imprudentemente, a ampliar su repertorio hacia papeles más pesados en óperas de Verdi y Puccini. Estuvo casado con la soprano Tatiana Menotti.

## Grabaciones seleccionadas
- G. Rossini - Le Comte Ory - Vittorio Gui - EMI - 1956
- G. Rossini - La Cenerentola - Vittorio Gui - EMI - 1953
- G. Donizetti - Don Pasquale - István Kertész - DECCA - 1964
- G. Verdi - Falstaff - Leonard Bernstein - Sony - 1966
- G.Verdi - Un giorno di regno - Alfredo Simonetto - Cetra - 1951